# Vícenice u Náměště nad Oslavou
Vícenice u Náměště nad Oslavou là một làng thuộc huyện Třebíč, vùng Vysočina, Cộng hòa Séc.